# 하재상
하재상(1992년 5월 3일 ~ )은 대한민국의 전직 스타크래프트, 스타크래프트 II 프로게이머이다. 종족은 프로토스이며, 아이디는 Terminator이다.

## 개요
2010년 하반기 드래프트에서 MBC게임 히어로의 3차 지명으로 입단하였다.
2011년 10월 MBC게임 히어로의 해체 이후 11월 4일 제8프로게임단 선수로 지명되었다.
아직까지 성적은 좋지 않으나, 프로리그에 자주 출전하며, 기량을 높이고 있다.
SK플래닛 프로리그 12-13부로 주장에 임명되었다. 팀내에서 스타2 실력이 상당히 좋은 것으로 알려져있다. 저그전에 강한 프로토스중 한명으로, 시즌중에는 6연승을 기록하기도 했다.
2013년 7월 제8프로게임단의 스폰서 계약 이후 진에어 그린윙스 소속이 되었다.
2015년 10월 30일 진에어 그린윙스가 하재상과의 계약을 종료, 은퇴를 공식 발표했다.

## 수상 경력
- 2010 제55회 준프로게이머 선발전 입상
- 2012 핫식스 2012 글로벌 스타크래프트 II 리그 시즌 4 Code A 24강
- 2012 핫식스 2012 글로벌 스타크래프트 II 리그 시즌 5 Code A 48강
- 2013 WCS Korea Season 1 챌린저리그 48강
- 2013 WCS 코리아 시즌 2 챌린저리그 48강
- 2013 타이완 오픈 스타크래프트2 초청전 4위
- 2014 WCS 코리아 시즌 3 핫식스 글로벌 스타크래프트 II 리그 코드 S 32강
- Connecting Professional E-sports #1 16강
- 2014 핫식스컵 라스트 빅매치 16강
- 네이버 스타크래프트 II 스타리그 2015 시즌 1 16강
- 2015 글로벌 스타크래프트 II 리그 시즌 1 코드 S 16강
- Gfinity Spring Masters I 16강
- 2015 스베누 글로벌 스타크래프트 II 리그 시즌 2 코드 A 48강
- GiGA 인터넷 2015 KeSPA컵 시즌1 16강
- 2015 DreamHack Open: Valencia 32강